# Алексеевка 4-я
Алексеевка 4-я — упразднённая в 1975 году деревня в Знаменском районе Тамбовской области России. Включена в состав села Ольховка. Входила на момент упразднения в состав Алексеевского сельсовета (с 2008 года территория Покрово-Марфинского сельсовета).

## География
Деревня располагалась в центральной части области, в лесостепной зоне, при Алексеевском пруде, к северо-западу от Ольховки

### Географическое положение
Расстояние: в 3 км от с. Ольховка, примерно в 20 км к западу от Знаменки, административного центра района и в 44 км к юго-западу от Тамбова, областного центра.

### Климат
Климат в местности, как и во всём районе, характеризуется как умеренно континентальный, относительно сухой, с тёплым летом и холодной продолжительной зимой. Среднегодовое количество осадков составляет около 550 мм, из которых большая часть выпадает в тёплый период. Снежный покров устанавливается в середине декабря и держится в течение 138 дней.

## История
Алексеевки 3-я и 4-я упоминаются в епархиальных сведениях 1911 г. по церковному приходу с. Ольховка.  
В 1975 году Решением исполкома областного Совета от 11 февраля 1975 года № 91 деревни Алексеевка 2-я и Алексеевка 4-я были присоединены к территории деревни Ольховка.

### Административно-территориальная принадлежность
По 1928 год деревня входила в состав Покровско-Марфинской волости Тамбовского уезда.

## Население
В 1932 году — 126 жителей.